# 1982 год в спорте
Список 1982 год в спорте описывает спортивные события, произошедшие в 1982 году.

## СССР
- Зимняя Спартакиада народов СССР 1982
- Трагедия после хоккейного матча в Хабаровске;
- Чемпионат СССР по боксу 1982;
- Чемпионат СССР по волейболу среди женщин 1981/1982;
- Чемпионат СССР по волейболу среди мужчин 1982;
- Чемпионат СССР по волейболу среди мужчин 1982/1983;
- Чемпионат СССР по классической борьбе 1982;
- Чемпионат СССР по международным шашкам среди женщин 1982;
- Чемпионат СССР по хоккею с мячом 1981/1982;
- Создана СДЮСШОР по волейболу имени А. Савина;
- Создан женский клуб по хоккею на траве «Дончанка»;

### Футбол
- Кубок СССР по футболу 1982;
- Чемпионат Латвийской ССР по футболу 1982;
- Чемпионат СССР по футболу 1982;
- ФК «Ротор» в сезоне 1982;
- ФК «Спартак» Москва в сезоне 1982;
- Созданы клубы:
  - «Бережаны»;
  - «Двин»;
  - «Зангезур»;
  - «Нарт» (Черкесск);
  - «Покутье»;
  - «Спартак» (Сумы);
  - «Торпедо» (Запорожье);
  - «Фаворит»;

### Хоккей с шайбой
- Чемпионат СССР по хоккею с шайбой 1981/1982;
- Чемпионат СССР по хоккею с шайбой 1982/1983;

## Международные события
- Летние Азиатские игры 1982;
  - Волейбол на летних Азиатских играх 1982;
- Чемпионат Европы по фигурному катанию 1982;

### Чемпионаты мира
- Чемпионат мира по биатлону 1982;
- Чемпионат мира по гандболу среди мужчин 1982;
- Чемпионат мира по гандболу среди женщин 1982;
- Чемпионат мира по конькобежному спорту в классическом многоборье среди женщин 1982;
- Чемпионат мира по лыжным видам спорта 1982;
- Чемпионат мира по спидкубингу 1982;
- Чемпионат мира по фигурному катанию 1982;
- Чемпионат мира по футзалу (FIFUSA) 1982;
- Чемпионат мира по международным шашкам среди мужчин 1982;

### Баскетбол
- Кубок чемпионов ФИБА 1981/1982;
- Кубок чемпионов ФИБА 1982/1983;

### Волейбол
- Кубок европейских чемпионов по волейболу среди женщин 1981/1982;
- Кубок европейских чемпионов по волейболу среди женщин 1982/1983;
- Чемпионат мира по волейболу среди женщин 1982;
- Чемпионат мира по волейболу среди мужчин 1982;

### Снукер
- Irish Masters 1982;
- Jameson International 1982;
- Гран-при 1982 (снукер);
- Мастерс 1982;
- Официальный рейтинг снукеристов на сезон 1981/1982;
- Официальный рейтинг снукеристов на сезон 1982/1983;
- Чемпионат Великобритании по снукеру 1982;
- Чемпионат мира по снукеру 1982;

### Футбол
- Матчи сборной СССР по футболу 1982;
- Кубок африканских наций 1982;
- Кубок европейских чемпионов 1981/1982;
- Кубок европейских чемпионов 1982/1983;
- Кубок Либертадорес 1982;
- Кубок обладателей кубков УЕФА 1982/1983;
- Кубок чемпионов КОНКАКАФ 1982;
- Кубок обладателей кубков УЕФА 1981/1982;
- Кубок обладателей кубков УЕФА 1982/1983;
- Международный футбольный кубок 1982;
- Финал Кубка европейских чемпионов 1982;
- Финал Кубка обладателей кубков УЕФА 1982;

#### Чемпионат мира по футболу 1982
- Финал чемпионата мира по футболу 1982;
- Футбольный матч ФРГ — Австрия (1982);
- Чемпионат мира по футболу 1982 (отборочный турнир, АФК и ОФК);
- Чемпионат мира по футболу 1982 (отборочный турнир, КАФ);
- Чемпионат мира по футболу 1982 (отборочный турнир, КОНМЕБОЛ);
- Чемпионат мира по футболу 1982 (отборочный турнир, УЕФА);
- Чемпионат мира по футболу 1982 (отборочный турнир);
- Чемпионат мира по футболу 1982 (составы);
- Чемпионат наций КОНКАКАФ 1981;
- Чемпионат наций КОНКАКАФ 1981 (отборочный турнир);

### Хоккей с шайбой
- Драфт НХЛ 1982;
- Матч всех звёзд НХЛ 1982;
- НХЛ в сезоне 1981/1982;
- НХЛ в сезоне 1982/1983;
- Суперсерия 1982/1983;
- Чемпионат мира по хоккею с шайбой 1982;

### Шахматы
- Женская шахматная олимпиада 1982;
- Межзональный турнир по шахматам 1982 (Лас-Пальмас);
- Межзональный турнир по шахматам 1982 (Москва);
- Межзональный турнир по шахматам 1982 (Толука);
- Шахматная олимпиада 1982;

## Моторные виды спорта
- Формула-1 в сезоне 1982;
- Ралли Дакар 1982;
- Чемпионат мира по ралли 1982;

## Персоналии

### Родились
- 1 января — Зелимхан Умиев, российский чеченский самбист и боец смешанного стиля;
- 1 мая — Рустам Агаев, борец вольного стиля, чемпион России и обладатель Кубка мира по борьбе на поясах;
- 22 мая — Тарас Хтей, российский волейболист, чемпион летних Олимпийских игр 2012 года.